# Air Selimang
Air Selimang is een bestuurslaag in het regentschap Kepahiang van de provincie Bengkulu, Indonesië. Air Selimang telt 638 inwoners (volkstelling 2010).